# Morfogenese
Morfogenese er udvikling af en biologisk struktur gennem hele dens eksistens eller ved regeneration.